# Georges Boillot
Georges Louis Frederic Boillot (Valentigney, 3 agosto 1884 – Vadelaincourt, 19 maggio 1916) è stato un pilota automobilistico e aviatore francese.

## Biografia
Georges Boillot era un meccanico di professione, e cominciò la sua carriera di pilota nel 1908, quando, insieme a Paolo Zuccarelli e a Jules Goux, fu ingaggiato dalla Peugeot per sviluppare nuovi modelli di vetture da competizione. Il debutto arrivò l'anno successivo alla Coupe de l'Auto, svoltasi a Rambouillet e, nel 1910, prese parte alla Targa Florio.
La prima vittoria arrivò a Dieppe al 1912, al volante di una Peugeot L76, progettata da Ernest Henry grazie ai suggerimenti di Goux, Zuccarelli e dello stesso Boillot. Questa vettura fu la prima in assoluto ad avere il doppio albero a camme e quattro valvole per cilindro. Nel 1913, Boillot entrò definitivamente nel cuore dei francesi vincendo nuovamente il Gran Premio di Francia, svoltosi ad Amiens.
Nello stesso anno, il suo compagno di squadra Goux vinse la 500 Miglia di Indianapolis così, all'edizione successiva, la Francia mandò molti più concorrenti. Qui Boillot, il 27 maggio, sfiorò il muro delle cento miglia orarie di media. Rivelatosi molto più veloce degli avversari, Boillot avrebbe probabilmente vinto con facilità, se non avesse avuto ripetuti problemi di gomme, che lo relegarono in quattordicesima posizione, mentre i suoi connazionali conclusero nelle prime posizioni, con la vittoria di René Thomas.
Alla sua ultima gara, ossia il Gran Premio di Francia 1914, svoltosi a Lione, ebbe seri problemi meccanici sulla sua Peugeot: nonostante questo, riuscì a stare con i primi fin quasi alla fine, finché ebbe problemi di surriscaldamento che lo costrinsero al ritiro all'ultimo giro.

## Prima guerra mondiale
Allo scoppio della prima guerra mondiale, Boillot si arruolò nell'aviazione francese. Durante il suo periodo come aviatore, si guadagnò la Croce di guerra e la Legion d'Onore. Nel 1916, fu colpito durante un combattimento aereo presso Verdun, e precipitò presso Bar-le-Duc. Rimasto gravemente ferito, morì in un ospedale militare a Vadelaincourt.

## Memoria
Molte strade e piazze in Francia sono intitolate a Georges Boillot; a lui è anche dedicata una scuola a Montlhéry.

## Parentela
Georges Boillot era il fratello maggiore di André, anch'egli pilota automobilistico, e vincitore della Targa Florio nel 1919.
Jean, figlio di Georges, divenne direttore generale di Peugeot Sport, e nel 1981 fu responsabile del coinvolgimento della casa francese nel mondo dei rally.